# 白方雄平
白方 雄平（しらかた ゆうへい、1984年4月16日 - ）は、長崎国際テレビ (NIB) の社員で元同局アナウンサーである。
神奈川県川崎市出身。明治学院大学を卒業後、2007年4月に長崎国際テレビに入社。
既婚者で、3児の父。

## 担当番組
- ひるじげドン - 2007年4月28日に初出演の後、その翌月から佐藤肖嗣の後任として出演[4]。
- NIBニュースD
- NNNストレイトニュース ローカルパート - 『ひるじげドン』の放送日である土曜日以外の担当となる。
- NNN Newsリアルタイム ローカルパート
- news every. ローカルパート
- サッカー中継